# Fort Myers Shores
Fort Myers Shores és una concentració de població designada pel cens dels Estats Units a l'estat de Florida. Segons el cens del 2000 tenia 5.793 habitants.

## Demografia
Segons el cens del 2000, Fort Myers Shores tenia 5.793 habitants, 2.172 habitatges, i 1.598 famílies. La densitat de població era de 1.040,3 habitants/km².
Dels 2.172 habitatges en un 33% hi vivien nens de menys de 18 anys, en un 56,8% hi vivien parelles casades, en un 12,9% dones solteres, i en un 26,4% no eren unitats familiars. En el 20,5% dels habitatges hi vivien persones soles el 7,7% de les quals corresponia a persones de 65 anys o més que vivien soles. El nombre mitjà de persones vivint en cada habitatge era de 2,67 i el nombre mitjà de persones que vivien en cada família era de 3,07.
Per edats la població es repartia de la següent manera: un 26,8% tenia menys de 18 anys, un 7,5% entre 18 i 24, un 26,2% entre 25 i 44, un 25,4% de 45 a 60 i un 14% 65 anys o més.
L'edat mediana era de 38 anys. Per cada 100 dones de 18 o més anys hi havia 91 homes.
La renda mediana per habitatge era de 37.021 $ i la renda mediana per família de 39.757 $. Els homes tenien una renda mediana de 30.510 $ mentre que les dones 22.826 $. La renda per capita de la població era de 20.927 $. Entorn del 6,6% de les famílies i el 8,2% de la població estaven per davall del llindar de pobresa.

## Poblacions més properes
El següent diagrama mostra les poblacions més properes.